# 롤프 호페
롤프 호페(독일어: Rolf Hoppe, 1930년 12월 6일~2018년 11월 14일)는 독일의 배우이다.

## 작품 목록

### 영화
- 더 블룸 오브 예스터데이 (2016년)
- 쇼어즈 오브 호프 (2012년)
- 돼지들 (2009년)
- 고우 포 주커 (2004년)
- 팔메토 (1998년)
- 코미디언 하모니스트 (1997년)
- 마리오와 마법사 (1994년)
- 테러리스트 (1992년)
- 슈톤크 (1992년)
- 요한 스트라우스 (1986년)
- 시실리 마피아 (1984년)
- 애수의 트로이메라이 (1983년)
- 메피스토 (1981년)
- 신데렐라를 위한 세 개의 너츠 (1973년) - 왕 역
- 에올로메아 (1972년)
- 고야 (1971년) - 칼 4세 역
- 칼라 (1965년)